# Matthias Pankau
Matthias Pankau (* 1976 in Leipzig) ist ein deutscher evangelischer Theologe und Journalist. Er war von 2018 bis 2022 Leiter der Evangelischen Nachrichtenagentur idea.

## Leben
Matthias Pankau volontierte von 1995 bis 1997 bei der Evangelischen Nachrichtenagentur idea in Wetzlar. In dieser Zeit verbrachte er auch sieben Monate zur Ausbildung in New York. Anschließend studierte er von 1997 bis 2004 Evangelische Theologie in Oberursel (SELK), Heidelberg und Leipzig. Nach dem Studium und Vikariat entschied er sich 2006 für eine journalistische Laufbahn und kehrte zu idea zurück. Dort baute Pankau das Regionalbüro Ost am Standort Leipzig auf. 2008 wurde er zudem zum Pfarrer der Evangelisch-Lutherischen Landeskirche Sachsens ordiniert.
Zum 1. Januar 2018 übernahm Pankau die Leitung der Evangelische Nachrichtenagentur idea von seinem Vorgänger Helmuth Matthies. Er hatte dies Amt bis 2022 inne. Während dieser Zeit hat er das Wochenmagazin ideaSpektrum – Nachrichten und Meinungen aus der evangelischen Welt zum Magazin IDEA – Das christliche Spektrum weiterentwickelt. Im Juni 2023 wurde bekannt, dass Pankau ab Juli für den epd als Redakteur beim Landesdienst Südwest tätig sein wird.